# Tim Vanhamel
Tim Vanhamel (né le 11 décembre 1977 à Zonhoven, Belgique) est un musicien belge reconnu pour son talent[réf. nécessaire], sa polyvalence dans des genres divers, comprenant le rock, expérimental, electro, funk ou encore pop, et ses nombreuses contributions à des groupes tels Evil Superstars, dEUS, ou encore Eagles of Death Metal. Il diffuse sa musique via son propre groupe, Millionaire, et actuellement en solo.

## Carrière
Tim commença la musique très jeune. D'abord poussé par les influences jazz de son père, il se tourne ensuite vers le punk et le rock très tôt dans son adolescence, et commence à jouer dans son tout premier groupe, les Cosmic Pigs, puis décide de former un autre groupe, Sister PooPoo, avec l'un des musiciens.
En 1995, il se fait remarquer par Mauro Pawlowski qui lui propose une place de guitariste dans son groupe, Evil Superstars, place qu'il occupera jusqu'à ce que le groupe perde sa maison de disques, et décide finalement de spliter, en 1998.
Il jouera ensuite en 1999 avec le groupe dEUS sur leur tournée The Ideal Crash, et contribuera en 2005 à une chanson de leur album Pocket Revolution, If You Don't Get What You Want.
Tim profite de la fin de la tournée de dEUS pour créer son propre groupe, Millionaire, avec des musiciens rencontrés au cours de ses débuts, avec lesquels il a déjà joué.
Entre 2 albums de Millionaire, Tim rejoint Eagles of Death Metal, le temps d'un album et de quelques concerts. Il se voit même offrir plus tard par Josh Homme, une place de bassiste dans Queens of the Stone Age, qu'il refusera.
Parallèlement à Millionaire, Tim forma 2 groupes d'experimental, Horns et Coca Cola Met God, et collabore régulièrement avec des groupes d'electro/experimental essentiellement, sur des titres et/ou concerts.
Profitant d'une pause avec Millionaire, Tim crée son propre label, Loud Tongues Recordings, et sort en 2008 un album solo, orienté pop songs.
En 2010, il lance un nouveau projet Broken Glass Heroes aux consonances 60s.

## Contributions et collaborations connues
- Cosmic Pigs (membre)
- Sister PooPoo (membre)
- Evil Superstars (membre)
- dEUS (musicien et collaboration)
- Eagles of Death Metal (membre)
- Buscemi (collaboration)
- Gorki (collaboration)
- Creature With The Atom Brain (collaboration)
- Horns (membre)
- Magnus (collaboration)
- Coca Cola Met God (membre)
- Ex Drummer Band (membre)
- Shameboy (collaboration)
- The Disko Drunkards (The Glimmers) (collaboration)
- Vermin Twins (collaboration)
- The Shovels (collaboration)
- Eat Lions (membre)
- Broken Glass Heroes (membre)